# Idioma palta
El palta es una lengua indígena de América, actualmente extinta pero hablada en tiempos coloniales en el sur de Ecuador: al igual que el malacato se adscribe usualmente a la familia jivaroana.

## Descripción lingüística
La documentación sobre el palta es realmente escasa, las únicas palabras del palta conocidas son citadas son: yumé 'agua', xeme 'maíz', capal 'fuego', let 'madera'. Las tres primeras han sido relacionadas con las lenguas jívaras.